# SN 1054
SN 1054 é uma supernova que foi observada pela primeira vez em 4 de julho, e permaneceu visível até 6 de abril.α
O evento foi registrado pela astronomia chinesa contemporânea, e referências a ele também são encontradas em um documento japonês posterior (século XIII) e em um documento do mundo islâmico. Além disso, há várias referências propostas de fontes europeias registradas no século XV, bem como um pictograma associado à cultura Anasazi, encontrado próximo ao sítio de Peñasco Blanco no Novo México, Estados Unidos. As pirâmides em Cahokia, no meio-oeste dos Estados Unidos, podem ter sido construídas em resposta ao aparecimento da supernova no céu.
O remanescente de supernova da SN 1054, que consiste nos detritos ejetados durante a explosão, é conhecido como a Nebulosa do Caranguejo. Está localizada no céu próximo à estrela Zeta Tauri (ζ Tauri). O núcleo da estrela que explodiu formou um pulsar, chamado de Pulsar do Caranguejo (ou PSR B0531+21). A nebulosa e o pulsar que ela contém estão entre os objetos astronômicos mais estudados fora do Sistema Solar. É uma das poucas supernovas galácticas cuja data da explosão é bem conhecida. Os dois objetos são os mais luminosos em suas respectivas categorias. Por essas razões, e devido ao importante papel que desempenhou repetidamente na era moderna, a SN 1054 é uma das supernovas mais conhecidas da história da astronomia.
A Nebulosa do Caranguejo é facilmente observada por astrônomos amadores devido ao seu brilho, e também foi catalogada cedo por astrônomos profissionais, muito antes de sua verdadeira natureza ser compreendida e identificada. Quando o astrônomo francês Charles Messier aguardava o retorno do Cometa Halley em 1758, ele confundiu a nebulosa com o cometa, pois desconhecia a existência da primeira. Motivado por esse erro, ele criou seu catálogo de objetos nebulosos não cometários, o Catálogo Messier, para evitar tais equívocos no futuro. A nebulosa é catalogada como o primeiro objeto Messier, ou M1.

## Identificação da supernova
A Nebulosa do Caranguejo foi identificada como o remanescente de supernova da SN 1054 entre 1921 e 1942, inicialmente de forma especulativa (década de 1920), com alguma plausibilidade em 1939, e além de qualquer dúvida razoável por Jan Oort em 1942.
Em 1921, Carl Otto Lampland foi o primeiro a anunciar que havia observado mudanças na estrutura da Nebulosa do Caranguejo. Esse anúncio ocorreu em um momento em que a natureza das nebulosas no céu era completamente desconhecida. Sua natureza, tamanho e distância eram objeto de debate. Observar mudanças em tais objetos permite aos astrônomos determinar se sua extensão espacial é "pequena" ou "grande", no sentido de que flutuações notáveis em um objeto tão vasto quanto a nossa Via Láctea não podem ser vistas em um curto período de tempo, como alguns anos, enquanto mudanças substanciais são possíveis se o tamanho do objeto não exceder alguns anos-luz de diâmetro. Os comentários de Lampland foram confirmados algumas semanas depois por John Charles Duncan, astrônomo do Observatório Monte Wilson. Ele se beneficiou de material fotográfico obtido com equipamentos e emulsões que não haviam mudado desde 1909; como resultado, a comparação com imagens mais antigas foi fácil e destacou uma expansão geral da nuvem. Os pontos estavam se afastando do centro e faziam isso mais rapidamente à medida que estavam mais distantes.
Também em 1921, Knut Lundmark compilou dados sobre as "estrelas visitantes" mencionadas nas crônicas chinesas conhecidas no Ocidente. Ele baseou-se em trabalhos mais antigos, analisando várias fontes, como o Wenxian Tongkao, estudado pela primeira vez sob uma perspectiva astronômica por Jean-Baptiste Biot em meados do século XIX. Lundmark listou 60 novas suspeitas, termo genérico para uma explosão estelar na época, cobrindo, na verdade, dois fenômenos distintos, novas e supernovas. A nova de 1054, já mencionada pelos Biot em 1843, faz parte da lista. Em uma nota de rodapé, Lundmark especifica a localização dessa estrela visitante como "próxima a NGC 1952", um dos nomes da Nebulosa do Caranguejo, mas não parece estabelecer uma ligação explícita entre elas.
Em 1928, Edwin Hubble foi o primeiro a notar que a mudança no aspecto da Nebulosa do Caranguejo, que estava crescendo de tamanho, sugeria que ela era o remanescente de uma explosão estelar. Ele percebeu que a velocidade aparente da mudança de tamanho indicava que a explosão que a originou ocorreu apenas nove séculos antes (conforme observado da Terra), o que coloca a data da explosão dentro do período coberto pela compilação de Lundmark. Ele também observou que a única possível nova na região de Touro (onde a nebulosa está localizada) era a de 1054, cuja idade estimada correspondia a uma explosão datada do início do segundo milênio.
Hubble, portanto, deduziu corretamente que essa nuvem era o remanescente da explosão observada pelos astrônomos chineses.
O comentário de Hubble permaneceu relativamente desconhecido, pois o fenômeno físico da explosão ainda não era compreendido na época. Onze anos depois, quando Walter Baade e Fritz Zwicky destacaram que as supernovas são fenômenos extremamente brilhantes e quando Zwicky sugeriu sua natureza, Nicholas Mayall propôs que a estrela de 1054 era, na verdade, uma supernova, com base na velocidade de expansão da nebulosa, medida por espectroscopia.
Essas conclusões foram refinadas posteriormente, levando Mayall e Jan Oort em 1942 a analisarem mais detalhadamente os relatos históricos sobre a estrela visitante. Os novos registros confirmaram globalmente as conclusões iniciais de Mayall e Oort em 1939, estabelecendo a identificação da estrela de 1054 além de qualquer dúvida razoável.
A maioria das outras supernovas históricas não é confirmada com tanta certeza: as supernovas do primeiro milênio (SN 185, SN 386 e SN 393) são baseadas em um único documento cada, sem confirmação. Por outro lado, as supernovas históricas anteriores ao telescópio (SN 1006, SN 1572 e SN 1604) são confirmadas com certeza.

## Registros históricos

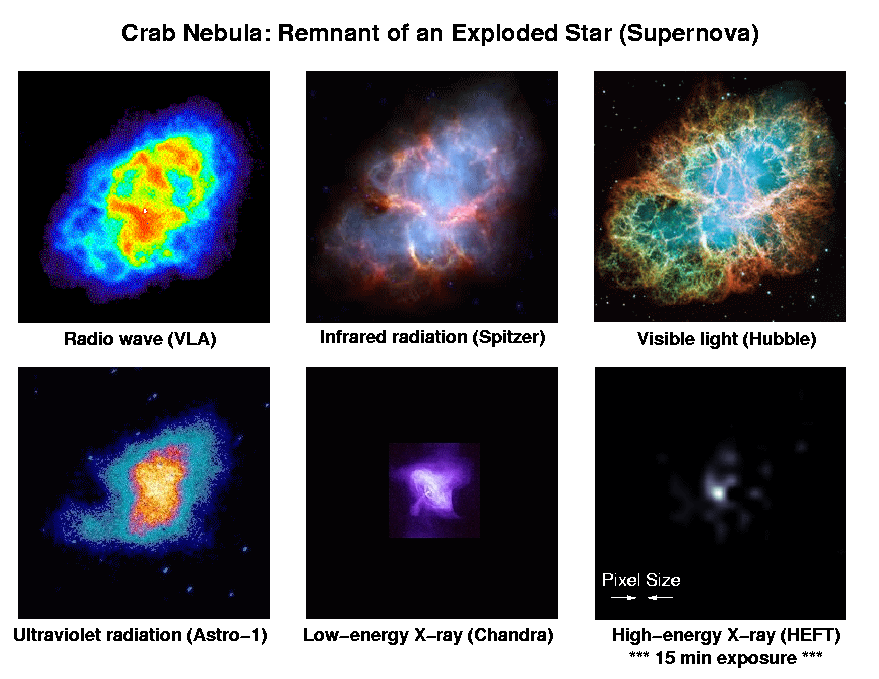
A Nebulosa do Caranguejo é o remanescente de uma estrela que explodiu. Esta imagem mostra a Nebulosa do Caranguejo em diferentes faixas de energia, incluindo uma imagem em raios X duros dos dados do HEFT obtidos durante sua campanha de observação de 2005. Cada imagem tem 6' de largura.

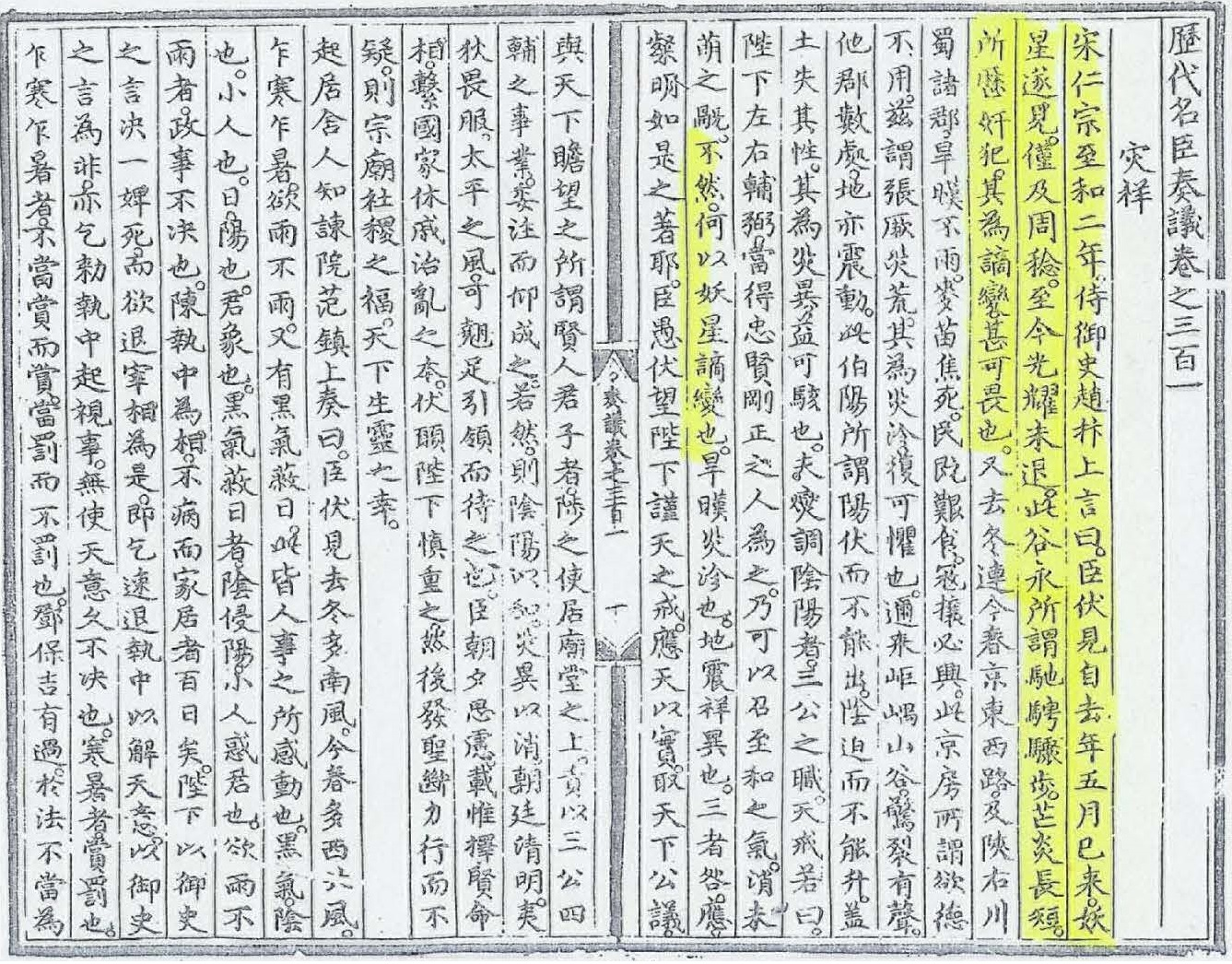
A Estrela convidada relatada pelos astrônomos chineses em 1054 é identificada como SN 1054. Os trechos destacados referem-se à supernova.

A SN 1054 é uma das oito supernovas na Via Láctea que podem ser identificadas graças à existência de testemunhos escritos que descrevem a explosão. No século XIX, os astrônomos começaram a se interessar pelos registros históricos. Eles compilaram e examinaram esses registros como parte de suas pesquisas sobre novas recentes, cometas e, posteriormente, supernovas.
Os primeiros ocidentais a tentar uma compilação sistemática de registros da China foram o pai e filho Biot. Em 1843, o sinólogo Édouard Biot traduziu para seu pai, o astrônomo e físico Jean-Baptiste Biot, trechos do tratado astronômico da enciclopédia chinesa de 348 volumes, o Wenxian Tongkao.
Quase 80 anos depois, em 1921, Knut Lundmark realizou um esforço semelhante, com base em um número maior de fontes. Em 1942, Jan Oort, convencido de que a Nebulosa do Caranguejo era a "estrela convidada" de 1054 descrita pelos chineses, pediu ao sinólogo J.J.L. Duyvendak que o ajudasse a compilar novas evidências sobre a observação do evento.

### Astronomia chinesa

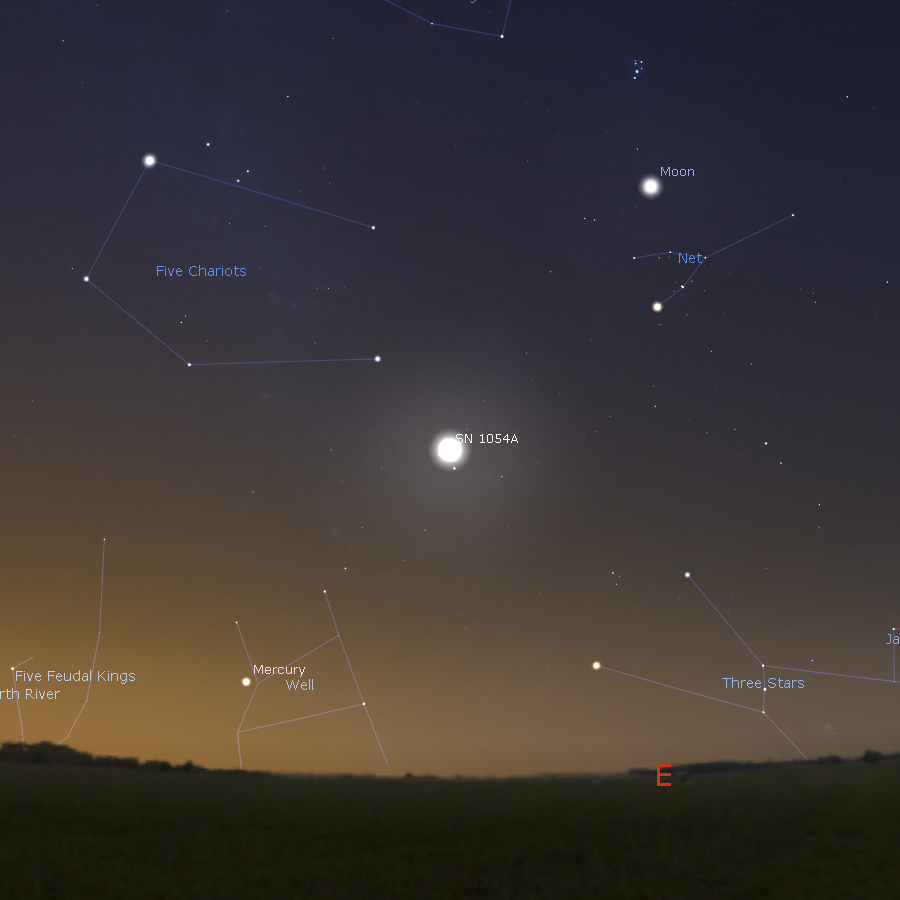
Imagem simulada da supernova SN 1054 na posição da moderna Nebulosa do Caranguejo, como presumivelmente teria sido observada da capital da dinastia Song em Kaifeng, China, na manhã de c. 4 de julho de 1054.

Objetos semelhantes a estrelas que apareciam temporariamente no céu eram genericamente chamados de "estrelas convidadas" (kè xīng 客星) pelos astrônomos chineses. A estrela convidada de 1054 surgiu durante o reinado do Imperador Renzong da dinastia Song (960–1279). O ano relevante é registrado nos documentos chineses como "o primeiro ano da era Zhihe". Zhihe era um nome de era chinês utilizado durante o reinado do Imperador Renzong e corresponde aos anos de 1054–1056, de modo que o primeiro ano da era Zhihe corresponde ao ano 1054.
Alguns dos relatos chineses são bem preservados e detalhados. Os mais antigos e detalhados estão nos Song Huiyao e Song Shi, obras historiográficas cujo texto existente pode ter sido redigido algumas décadas após o evento. Há também alguns registros posteriores, redigidos no século XIII, que não são necessariamente independentes dos mais antigos.
Três relatos estão aparentemente relacionados, pois descrevem a distância angular entre a estrela convidada e Zeta Tauri como "talvez a alguns polegares de distância", mas há um aparente desacordo quanto à data de aparecimento da estrela. Os dois mais antigos mencionam o dia jichou 己丑, enquanto o terceiro, o Xu Zizhi Tongjian Changbian, menciona o dia yichou 乙丑. Esses termos referem-se ao Ciclo sexagenário chinês, correspondendo aos números 26 e 2 do ciclo, os quais, no contexto em que são citados, correspondem, respectivamente, a 4 de julho e 10 de junho. Como a redação da terceira fonte é consideravelmente mais tardia (1280) e os dois caracteres são semelhantes, isso pode ser facilmente explicado como um erro de transcrição, sendo a data histórica correta jichou 己丑, ou seja, 4 de julho.
A descrição da localização da estrela convidada como "a sudeste de Tianguan, talvez a alguns polegares de distância" tem intrigado os astrônomos modernos, pois a Nebulosa do Caranguejo não está situada a sudeste, mas sim a noroeste de Zeta Tauri.
A duração da visibilidade é mencionada explicitamente no capítulo 12 do Song Shi e, de forma um pouco menos precisa, no Song Huiyao. A última observação foi em 6 de abril de 1056, após um período total de visibilidade de 642 dias.  
Essa duração é corroborada pelo Song Shi. O Song Huiyao, por outro lado, menciona apenas 23 dias de visibilidade da estrela convidada, mas isso ocorre após mencionar que ela era visível durante o dia. Esse período de 23 dias se aplica, com toda probabilidade, apenas à visibilidade diurna, que naturalmente foi muito mais curta.

### Meigetsuki (Japão)
O registro mais antigo e detalhado do Japão está no Meigetsuki, o diário de Fujiwara no Teika, um poeta e cortesão.  
Existem outros dois documentos japoneses, presumivelmente baseados no Meigetsuki:  
- O Ichidai Yoki do século XIV:[carece de fontes?] A descrição é muito semelhante à do Meigetsuki, mas omite vários detalhes (hora da aparição e, possivelmente, partes errôneas do mês lunar). O texto curto também contém muitos erros tipográficos.[carece de fontes?]
- O Dainihonshi do século XVII, que contém muito pouca informação. Sua brevidade contrasta com as descrições mais detalhadas das "estrelas convidadas" (supernovas) de 1006 e 1181.[carece de fontes?]

O Meigetsuki situa o evento no quarto mês lunar, um mês antes dos textos chineses.  
Seja qual for a data exata dentro desse mês, parece haver uma contradição entre esse período e a observação da estrela convidada: a estrela estava próxima ao Sol, tornando impossível a observação tanto durante o dia quanto à noite.[carece de fontes?]  
A visibilidade à luz do dia descrita nos textos chineses é, assim, validada pelos documentos japoneses e é consistente com um período de visibilidade moderada, o que implica que a duração da visibilidade diurna da estrela foi muito curta.  
Por outro lado, o dia do ciclo registrado nos documentos chineses é compatível com os meses que eles mencionam, reforçando a ideia de que o mês no documento japonês está incorreto.[carece de fontes?]  
O estudo de outras supernovas medievais (SN 1006 e SN 1181) revela uma proximidade nas datas de descoberta de uma estrela convidada na China e no Japão, embora claramente com base em fontes diferentes.[carece de fontes?]
O interesse de Fujiwara no Teika pela estrela convidada parece ter surgido acidentalmente ao observar um cometa em dezembro de 1230, o que o levou a buscar evidências de estrelas convidadas do passado, entre elas a SN 1054 (assim como a SN 1006 e a SN 1181, as outras duas supernovas históricas do início do segundo milênio).  
A entrada relacionada à SN 1054 pode ser traduzida como:[carece de fontes?]
Citação: Era Tengi do imperador Go-Reizei, segundo ano, quarto mês lunar, após o período médio de dez dias. No chou [um termo chinês para 1–3h], uma estrela convidada apareceu nos graus das mansões lunares de Zuixi e Shen. Ela foi vista na direção do Leste e emergiu da estrela Tianguan. Tinha o tamanho de Júpiter.
A fonte utilizada por Fujiwara no Teika são os registros de Yasutoshi Abe (doutor em Onmyōdō), mas parece ter sido baseada, para todos os eventos astronômicos que registrou, em documentos de origem japonesa.  
A data que ele menciona é anterior à terceira parte de dez dias do mês lunar citado, o que corresponde ao período entre 30 de maio e 8 de junho de 1054 no calendário juliano, aproximadamente um mês antes da documentação chinesa. Essa diferença é geralmente atribuída a um erro nos meses lunares (quarta e quinta posições).  
A localização da estrela convidada, claramente abrangendo as mansões lunares Shen e Zuixi, corresponde ao que seria esperado de uma estrela aparecendo na vizinhança imediata de Tianguan.

### Ibn Butlan (Iraque)
Enquanto a SN 1006, significativamente mais brilhante do que a SN 1054, foi mencionada por vários cronistas árabes, não existem relatos árabes sobre a relativamente fraca SN 1181.  
Apenas um relato árabe foi encontrado sobre a SN 1054, cuja luminosidade está entre as das duas estrelas mencionadas. Esse relato, descoberto em 1978, pertence a um médico cristão nestoriano, Ibn Butlan, e foi transcrito no Uyun al-Anba, um livro de biografias detalhadas de médicos do mundo islâmico, compilado por Ibn Abi Usaybi'a (1194–1270) em meados do século XIII.  
Abaixo está a tradução da passagem em questão:
Citação: Copiei o seguinte testemunho manuscrito [de Ibn Butlan]. Ele declarou: "Uma das epidemias mais notáveis do nosso tempo ocorreu quando uma estrela espetacular apareceu na constelação de Gêmeos, no ano 446 [do calendário islâmico]. No outono daquele ano, quatorze mil pessoas foram enterradas em Constantinopla. Depois, no meio do verão de 447, a maioria das pessoas de Fustat e todos os estrangeiros morreram."
Ele [Ibn Butlan] continua: "Enquanto essa estrela espetacular apareceu no signo de Gêmeos [...] causou a epidemia em Fustat porque o Nilo estava baixo quando surgiu em 445 [sic]."  

Os três anos citados (AH 445, 446, 447) correspondem, respectivamente, a: 23 de abril de 1053 – 11 de abril de 1054, 12 de abril de 1054 – 1 de abril de 1055 e 2 de abril de 1055 – 20 de março de 1056. Há uma aparente inconsistência no ano da ocorrência da estrela, mencionada primeiro como 446 e depois como 445. Esse problema é resolvido ao ler outras entradas do livro, que especificam explicitamente que o Nilo estava baixo em 446.
Esse ano do calendário islâmico ocorreu de 12 de abril de 1054 a 1 de abril de 1055, o que é compatível com o surgimento da estrela em julho de 1054. Sua localização (embora vaga) é indicada no signo astrológico de Gêmeos (que, devido à precessão axial, cobre a parte oriental da constelação de Touro). A data do evento em 446 é mais difícil de determinar, mas a referência ao nível do Nilo sugere o período que antecede sua cheia anual, que ocorre durante o verão.

### Registros sugeridos em petróglifos da América do Norte

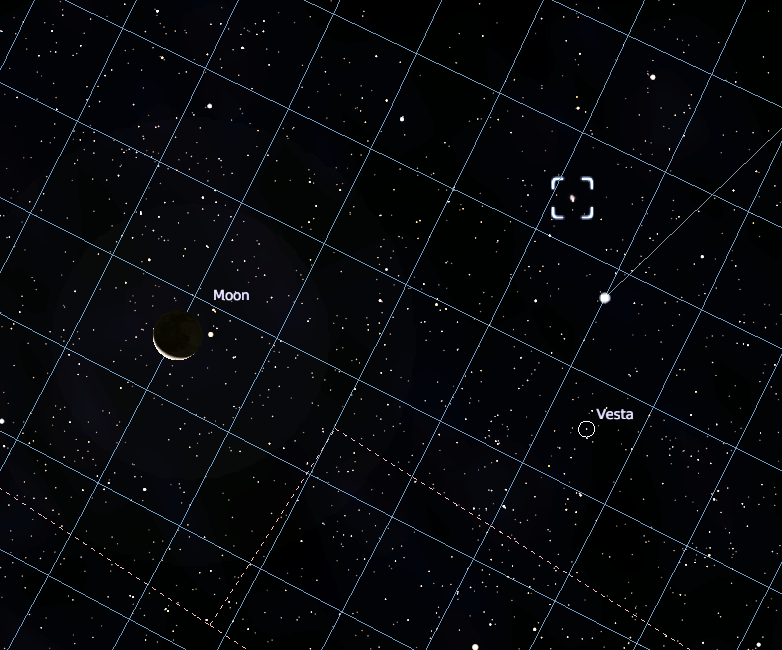
O céu na manhã de 5 de julho, mostrando a supernova (no quadrado) e a Lua. A orientação não corresponde ao petróglifo, mas a posição da Lua crescente em relação à estrela sim, juntamente com a ordem de grandeza da distância angular entre as duas estrelas.

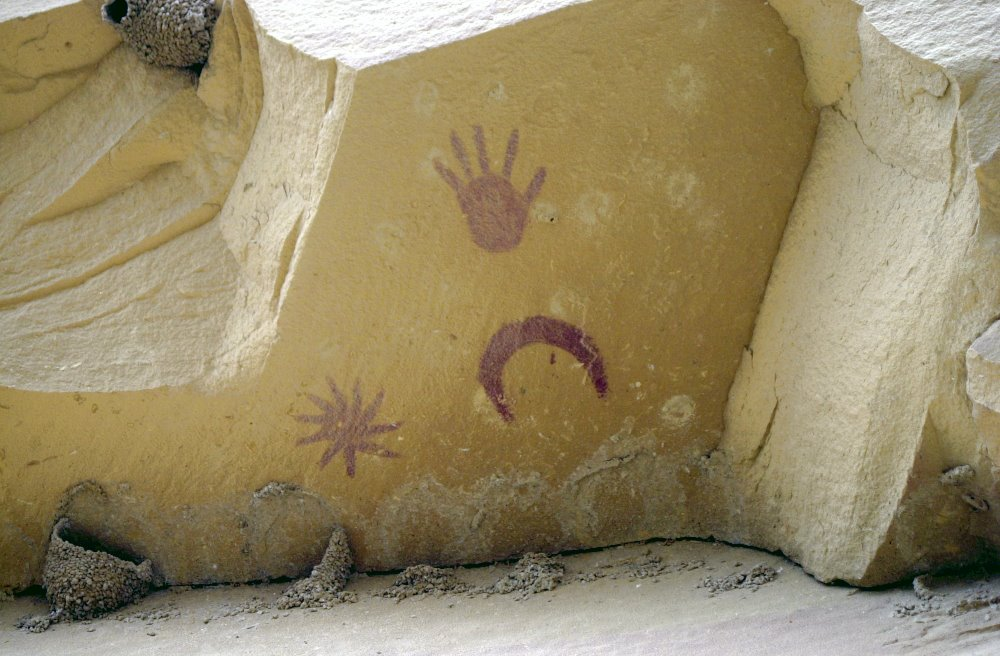
Petróglifo no Cânion de Chaco proposto como representação da SN 1054 e da Lua

Duas pinturas de povos indígenas da América do Norte no estado do Arizona mostram uma Lua crescente ao lado de um círculo que pode representar uma estrela. Em 1955, o engenheiro óptico e arqueólogo amador William C. Miller propôs que essa imagem representa uma conjunção entre a Lua e a supernova, possibilitada pelo fato de que, vista da Terra, a supernova ocorreu no caminho da Eclíptica. Na manhã de 5 de julho de 1054, a Lua estava na proximidade imediata da supernova, e essa proximidade pode ter sido representada nessas pinturas. Essa teoria é compatível com a datação incerta das pinturas, mas não pode ser confirmada. A datação das pinturas é extremamente imprecisa (entre os séculos X e XII), e apenas uma delas mostra a Lua crescente com a orientação correta em relação à supernova na data da explosão. Além disso, esse tipo de desenho também poderia representar a proximidade da Lua com Vênus ou Júpiter.
Outro registro, mais conhecido, foi identificado na década de 1970 no Parque Histórico Nacional da Cultura Chaco (Novo México), um local habitado por volta do ano 1000 pelos Anasazi. Sob um afloramento rochoso, há um petróglifo que representa uma mão, abaixo da qual há uma Lua crescente voltada para uma estrela no canto inferior esquerdo. Na parede abaixo do petróglifo, há um desenho que pode representar o núcleo e a cauda de um cometa. Além do petróglifo, que pode ilustrar a configuração da Lua e da supernova na manhã de 5 de julho de 1054, esse período corresponde ao apogeu da civilização dos Ancestrais Pueblo. É possível interpretar o outro petróglifo como uma representação da passagem do Cometa Halley em 1066, caso ele tenha sido feito posteriormente. Embora essa interpretação seja plausível, ela não pode ser confirmada e também não explica por que foi a supernova de 1054 que foi registrada, e não a supernova de 1006, que foi mais brilhante e também visível para essa civilização.

### Registros sugeridos na tradição oral aborígene
Os povos aborígenes da região em torno de Ooldea, Austrália Meridional, transmitiram oralmente um relato detalhado de sua mitologia sobre a constelação de Órion e as Plêiades. A antropóloga Daisy Bates (Austrália) foi a primeira a tentar registrar essa história. O trabalho realizado por ela e outros pesquisadores demonstrou que todos os protagonistas da história de Nyeeruna e as Yugarilya correspondem a estrelas individuais que cobrem a região ao redor de Órion e das Plêiades, com exceção de Baba, o pai dingo, que é um dos principais personagens da história e das reencenações anuais do mito realizadas pelos povos locais:
 Novamente, a magia de Nyeeruna retorna com grande força e brilho e, ao ver a forte magia em seu braço e corpo, Kambugudha chama um pai dingo (o chifre do Touro) para vir e humilhar Nyeeruna. Babba, o Dingo, corre até Nyeeruna, sacudindo-o e balançando-o de leste a oeste pelo meio do corpo. Kambugudha aponta para ele e ri, mas suas pequenas irmãs assustadas escondem suas cabeças sob suas pequenas corcundas até que Babba solta sua presa e retorna ao seu lugar novamente.
Foi sugerido por Leaman e Hamacher que a localização geralmente atribuída a Baba pelos locais (registrada por Bates como estando no "chifre do Touro") pode corresponder à SN 1054 em vez de uma estrela fraca da região, como β ou ζ Tauri. Essa hipótese se baseia na referência a Babba "retornando ao seu lugar novamente" após atacar Nyeeruna, o que poderia indicar uma estrela transitória, além do fato de que os personagens importantes do mito estão associados a estrelas brilhantes. No entanto, Leaman e Hamacher esclarecem que não há evidências concretas para apoiar essa interpretação, que permanece especulativa. Hamacher demonstra a extrema dificuldade de identificar supernovas em tradições orais indígenas.
Outros elementos da história que foram associados a fenômenos astronômicos por esses autores incluem: o conhecimento dos povos aborígenes sobre as diferentes cores das estrelas, a possível consciência da variabilidade de Betelgeuse, observações de meteoros da chuva de meteoros Oriônidas e a possibilidade de que o rito associado ao mito ocorra em um momento de significado astronômico. Esse período corresponderia aos poucos dias do ano em que, devido à proximidade do Sol com Órion, a constelação não pode ser vista durante a noite, mas está sempre presente no céu durante o dia.